# Statistikinstitut der Türkei
Das Statistikinstitut der Türkei (türkisch Türkiye İstatistik Kurumu, abgekürzt TÜİK, international TURKSTAT) ist das nationale statistische Zentralamt in der Türkei, mit Sitz in Ankara.
Es sammelt und analysiert statistische Informationen zu Wirtschaft, Demographie, Gesellschaft und Umwelt der Türkei. Die aufbereiteten Informationen werden tagesaktuell in 26 Statistiken veröffentlicht. Insbesondere arbeitet es heute eng mit der Eurostat zusammen, so in der Implementierung des EU-kompatiblen NUTS-Systems (NUTS:TR).
1926 wurde TÜİK als Merkezi İstatistik Dairesi gegründet. 2005 wurde es in Türkiye İstatistik Kurumu umbenannt und wird heute (Stand April 2020) von Yinal Yağan geleitet. Das Statistikinstitut ist dem Finanzministerium angegliedert.